# Villar del Rey
Villar del Rey – gmina w Hiszpanii, w prowincji Badajoz, w Estramadurze, o powierzchni 98,87 km². W 2011 roku gmina liczyła 2355 mieszkańców.